# ボンラパス

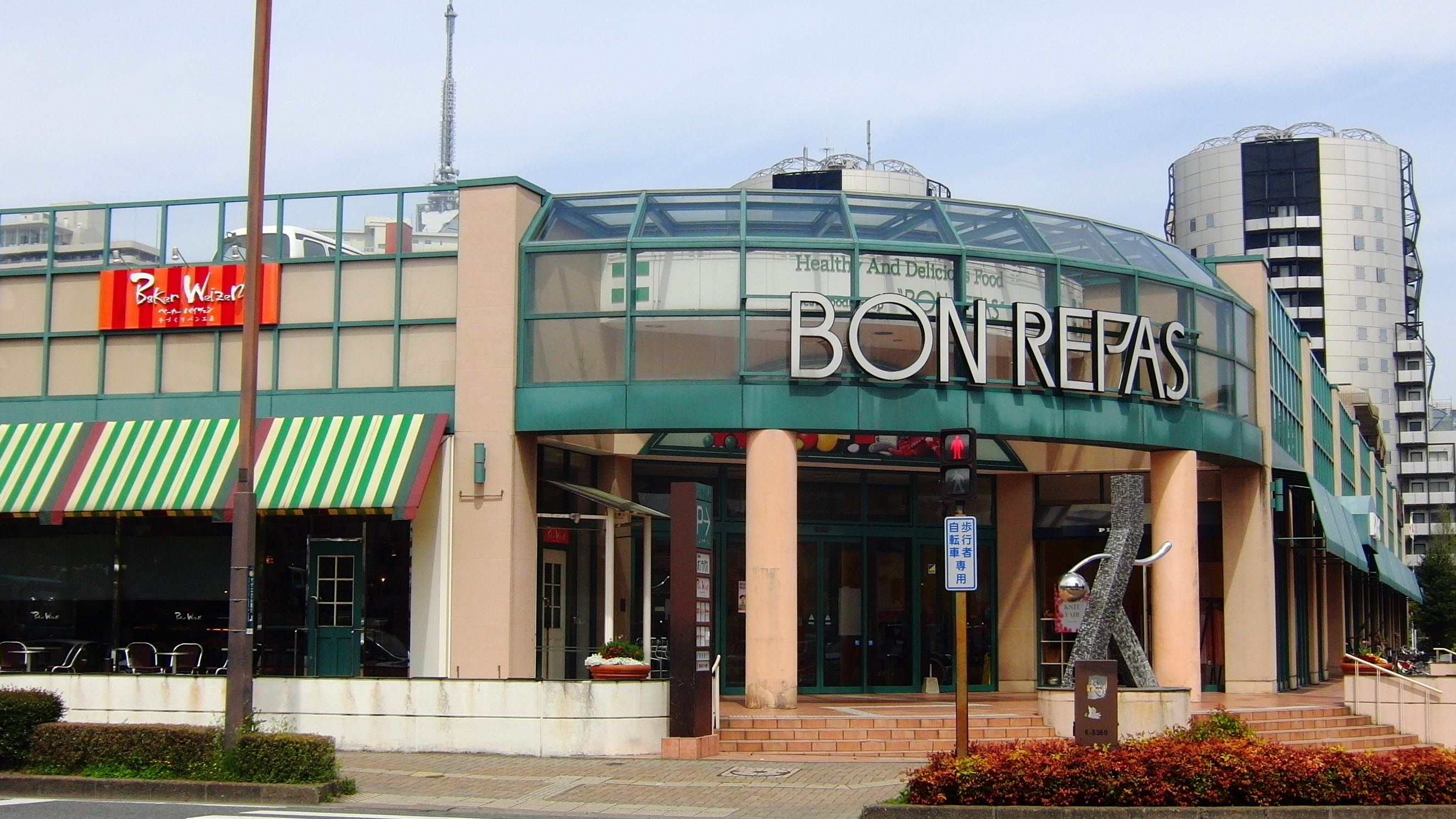
ボンラパス百道店（早良区百道浜）

ボンラパス（仏: BON REPAS）は、福岡県福岡市に店舗を持つ高級スーパーマーケットで、「食品館ボンラパス」という名称で展開している。
社名・店名はフランス語で「おいしい食事」の意味（フランス語の発音ではボン・ルパ）。
福岡地所の関連会社「株式会社ボンラパス」が運営していたが、本業に特化するため、2006年7月に福岡県を中心にスーパーマーケットを展開する株式会社ハローデイに株式が売却され、ハローデイグループの一員となり、2016年にハローデイに吸収合併された。

## 概要
高級・ワンランク上のスーパーを提供するというコンセプトの下、1988年に福岡地所による再開発によって完成した「ピア高宮」（高宮駅前）に1号店をオープンした。
高級を売りにしているため、店内・店員ともに落ち着いた雰囲気に保たれている。制服はシャツと蝶ネクタイ着用である。
商品に関しては、ワンランク上の商品や本物志向の食材（輸入食品を含む）を主に品揃えしているが、初期に比べ他のスーパーと変わらない、一般的な商品の取り扱いが増えている。一時、一般のスーパーと同じような商品構成（特に豆腐やパン）に変更され、当初のコンセプトから全くかけ離れた方向へ向かった時期があった。
毎週、水曜市・土曜市を開催している。

## 運営店舗
店舗情報については食品館ボンパラス公式サイト - 店舗情報を参照。
- 高宮店（南区高宮）
- 百道店（早良区百道浜）
- 花畑店（南区花畑）
- 薬院六つ角店（中央区警固）
- TREZO（中央区六本松）
- Timbre (博多区博多マルイ1階)

### 過去にあった店舗
- 西新店（早良区祖原、2007年5月閉店）同年7月にハローデイとしてオープンしている。
- 薬院店（中央区薬院、2011年8月閉店）跡地は市の再開発計画により更地にされ、現在はマンションが存在している。現在の薬院六つ角店とは別の場所。）
- 新宮中央店（糟屋郡新宮町、ライフガーデン新宮中央内、2015年10月25日閉店）同年10月30日よりハローデイ新宮中央店としてオープン。